# Sophie Dahl
Sophie Dahl, nata Sophie Holloway (Londra, 15 settembre 1977), è una modella inglese.

## Carriera
Figlia dell'attore Julian Holloway e della scrittrice Tessa Dahl, Sophie è anche nipote dello scrittore Roald Dahl e dell'attrice vincitrice di un premio Oscar Patricia Neal, mentre suo nonno paterno è il comico Stanley Holloway. Viene scoperta da Isabella Blow, stilista di Vogue UK che le fa ottenere un contratto con l'agenzia di moda Storm Model Agency all'età di 18 anni. In breve tempo la Dahl compare in importanti riviste del settore come Elle, Harper's Bazaar, Marie Claire e nelle edizioni europee e statunitensi di Vogue.
Nel 1997 partecipa al video dei Duran Duran Electric Barbarella, al video di Elton John Something About the Way You Look Tonight ed al video degli U2 Last Night on Earth.
Tuttavia la notorietà internazionale arriva per Sophie Dahl quando viene scelta nel 2000 come testimonial per la campagna pubblicitaria del profumo Opium della casa di moda Yves Saint Laurent. Nei cartelloni pubblicitari di Opium, la Dahl compare completamente nuda, distesa su un tappeto. La campagna pubblicitaria suscitò un certo clamore, al punto che fu bandita dal Regno Unito. In seguito la modella è stata anche testimonial per Versace, Alexander McQueen, Patrick Cox, Pringles, Godiva Chocolatier, Banana Repulic e The Gap.
Sophie Dahl è stata anche autrice di tre libri, The Man With the Dancing Eyes (2003), Playing with the Grown-Ups (2008) e Miss Dahl's Voluptous Delights, libro di cucina in uscita nel 2009. Ha inoltre recitato in diversi film fra cui People I Know (2002), King of Bollywood (2004) e Stories of Lost Souls (2006).
È stata sentimentalmente legata all'attore Griffin Dunne dal 2000 al 2001

## Agenzie
- Storm Model Agency - Londra
- Marilyn Agency - Parigi